# Chiesa di San Tommaso (Brno)
La chiesa di San Tommaso, in lingua ceca: Kostel svatého Tomáše apoštola (in origine chiesa di San Tommaso e dell'Annunciata, in ceco: Kostel Zvěstování Panny Marie a svatého Tomáše apoštola), è un antico convento agostiniano, che sorge a Brno, in Repubblica Ceca.

## Storia e descrizione

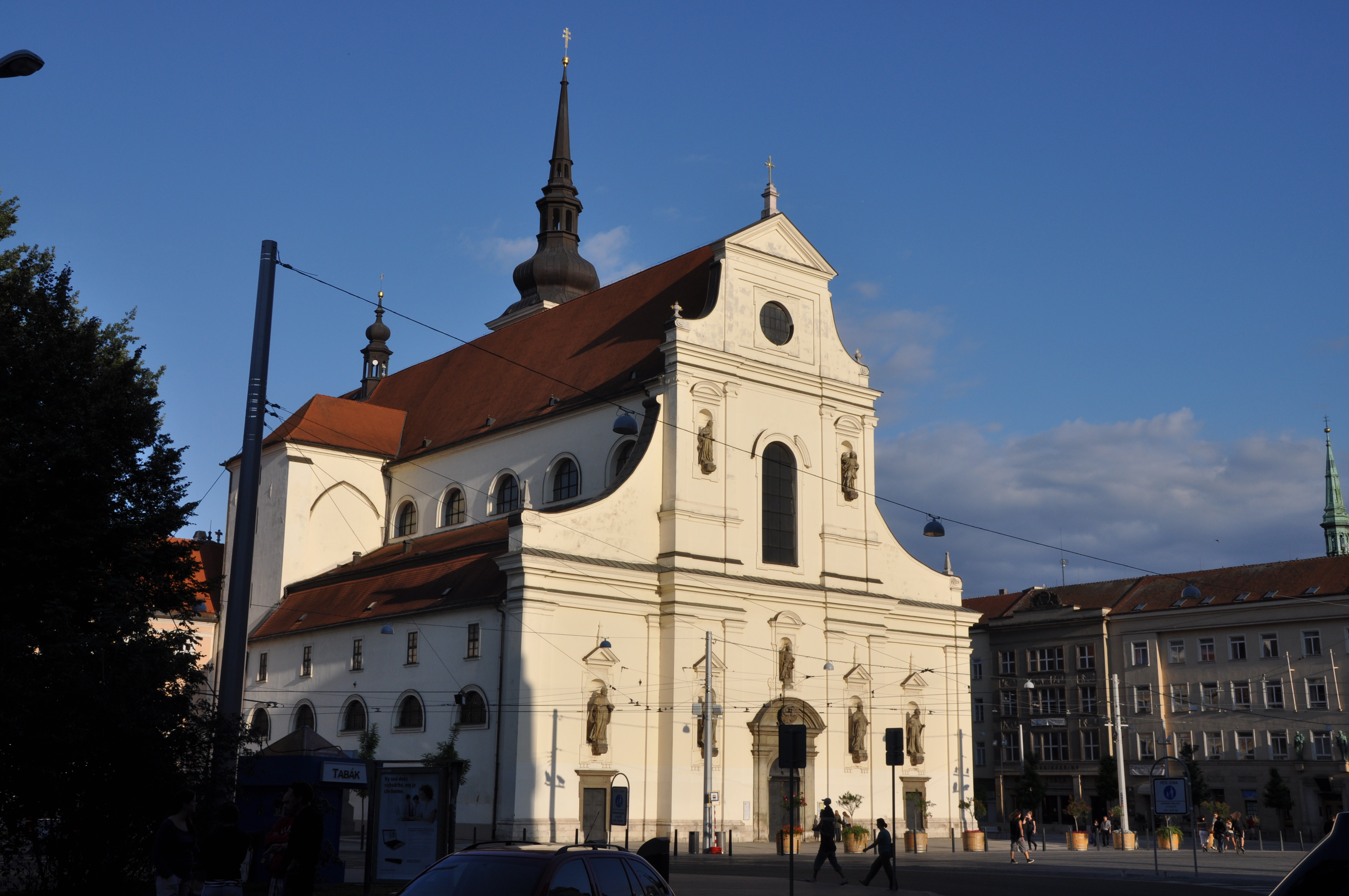
La facciata barocca.

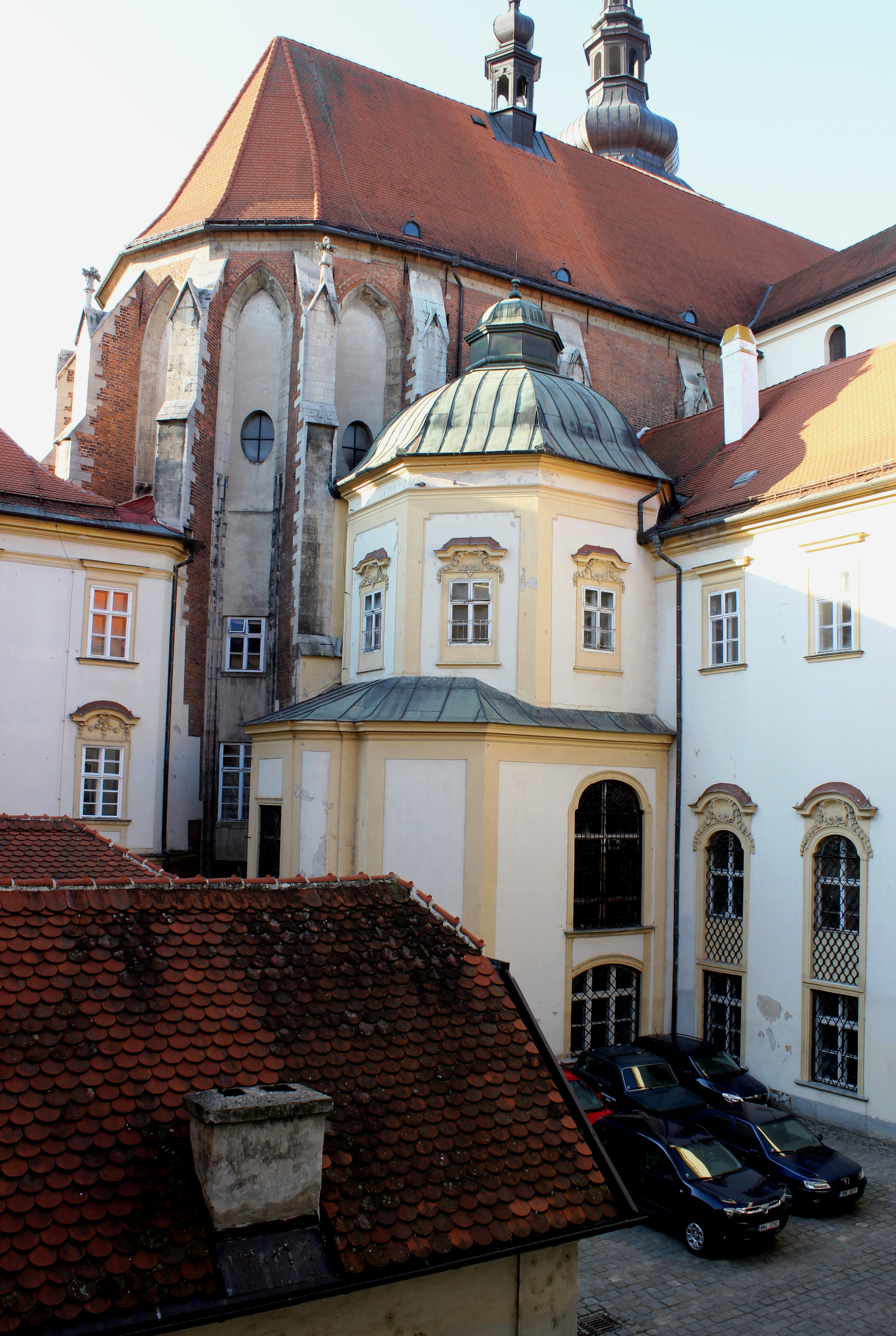
Il coro ancora gotico.

Gli agostiniani arrivarono in città nel 1346 e Giovanni Enrico di Lussemburgo, Mangravio della Moravia, inizia la costruzione del loro convento nel 1352, in prossimità delle mura medievali. Successivamente, con l'ampliamento della cinta muraria, il cenobio entra nel tessuto cittadino. Il 13 marzo del 1356 la chiesa venne consacrata da Jan Očko z Vlašimi, vescovo di Olomouc, alla presenza del re Carlo IV di Lussemburgo. Giovanni Enrico, suo figlio Jobst di Moravia e la sua seconda consorte Margherita di Opava, sono inumati nella chiesa.
Nel 1650 vi viene fondata una Scuola di musica che acquisterà rapidamente prestigio e ricchezza. Con la guerra dei trent'anni, l'edificio venne gravemente danneggiato dagli svedesi, tanto che fra il 1662 e il 1668 la chiesa abbaziale venne ricostruita  in forme barocche e dotata di sontuosi arredi. Fra il 1732 e il 1752 l'architetto Mořic Grimm, già attivo nella cattedrale, rifece tutti gli edifici conventuali.
Nel 1782 l'imperatore Giuseppe II d'Asburgo-Lorena abolì il convento, gli edifici vennero destinati a usi governativi e la chiesa trasformata in semplice parrocchiale. I frati vennero inviati l'anno seguente al monastero di Staré Brno, che da allora prese in nome di "abbazia di San Tommaso".